# Квартин
Квартин (умро 235. године) био је римски узурпатор.
После смрти Александра Севера и доласка на власт Максимина Трачанина, чета стрелаца из Месопотамије прогласила је за цара Квартина, ранијег провинцијског намесника и пријатеља Северовог, противно његовој сопственој вољи. Те стрелце је предводио неки Мацедон који је тврдио да жели да освети погинулог Александра. Уосталом, и сам Квартин је био отпуштен из војске после смрти Александра Севера. 
Касније је Мацедон издао Квартина и убио га. Његову главу је однео Максимину Трачанину, који је, упркос томе, наредио да се Мацедон погуби. 
О узурпацији Квартина сведочи историчар Херодијан.